# Me, Myself and Time
"Me, Myself and Time" är sång av den amerikanska sångaren/låtskrivaren och skådespelaren Demi Lovato, inspelad för hens situationskomediserie Sonnys chans och är den ledande singeln från seriens soundtrack. Den släpptes digitalt den 3 augusti 2010, men hördes dock för första gången den 11 april 2010 när avsnittet "Sonny With a Song" sändes i USA och Lovato's karaktär Sonny framförde sången i avsnittet.

## Bakgrund
"Me, Myself and Time" släpptes som en marknadsförande singel från soundtracket till TV-serien Sonnys chans. Den här sången är en del av avsnittet "Sonny With a Song" när Sonny (Demi Lovato) beslutar sig för att uttrycka sina känslor i en sång.

## Prestation på topplistorna
Sången misslyckades att placeras på topplistan Billboard Hot 100, men den lyckades dock att placeras på Bubbling Under Hot 100 Singles som #7.

## Låtlista
- Digital download[4]

1. "Me, Myself and Time" – 3:46

## Topplistor
| Lista (2010)                         | Topplacering |
| ------------------------------------ | ------------ |
| USA (Bubbling Under Hot 100 Singles) | 7            |